# 斯佩林加
斯佩林加（義大利語：Sperlinga），是意大利西西里大区恩纳省的一个市镇。总面积58平方公里，人口899人，人口密度15.5人/平方公里（2009年）。ISTAT代码为086017。